# Rossedalen Station
Rossedalen Station (Rossedalen holdeplass) var en jernbanestation på Arendalsbanen, der lå i Arendal kommune i Norge. Stationen blev åbnet som trinbræt 1. maj 1911. Den har en stationsbygning af samme type som den på Bøylestad Station men har aldrig haft bemanding eller sidespor. Bygningen er opført i træ efter tegninger af Harald Kaas. Stationen blev nedlagt 8. juni 1997.